# Oliete
Oliete és un municipi d'Aragó, a la província de Terol i enquadrat a la comarca d'Andorra-Serra d'Arcs. Té una població de 357 habitants (INE 2017).
La llegenda local diu que el poble va ser fundat per un tal Jeremias Oliete quan fugia dels visigots que entraven a Espanya pel nord, Jeremias intentar protegir el territori on estava instal·lat el poble a través de grans vidres de terreny on es podia veure l'entrada de l'enemic. En la gran batalla de l'Avenc va ser on Jeremias vèncer als visigots i va lliurar a Oliete de la conquesta per part d'aquests. Encara queden descendents del fundador, els quals conserven el cognom Oliete com a record del seu gran llinatge.

## Llocs d'interès
El municipi compta amb gran quantitat de llocs d'interès. Aquests es poden dividir en:
Dins el nucli urbà:
- La Iglesia de Ntra. Sra. de la Asunción (s. XVIII): de la qual destaca el campanar mudèjar.
- Casa de la Donjuana (s. XVI): Es tracta d'una construcció senyorial renaixentista situada a la plaça de l'església.
- La Ermita de San Bartolomé: Situada a la plaça del mateix nom, és l'única ermita del nucli urbà, i que fa honor al seu patró, Sant Bartomeu.
- El Arco de los Santos Mártires: Es troba a l'inici de la Calle Mayor.
- El Arco de Santa Bárbara: Es troba al final del carrer homònim.
- El Arco del Pilar: Es troba al final de la Calle Baja. Cal destacar que aquests tres arcs daten de l'edat mitjana i que eren les tres entrades fortificades del poble.

Dins el terme municipal:
- Embassaments:
  - Pantano de Cueva Foradada: Aquest embassament recull les aigües del riu Martín. La presa, que va ser construïda entre els anys 1903 i 1927, té una capacitat de 22 hm³. En les ribes hi ha una fauna abundant com voltors, àguiles o cabres salvatges.
  - Pantano del Congosto: Recull les aigües del Riu Escuriza. Va ser construït a final del segle xix.

- Ermites:
  - Ermita de la Virgen del Cantal: El santuari va ser construït cap a l'any 1660, en honor d'una imatge de la Verge amb el nen Jesús en braços, que va aparèixer al lloc oculta en un forat i sota un cantal -en aragonès, roca- que la protegia, el que n'explica el nom.
  - Ermita del Calvario: Construcció d'una sola nau, data de l'any 1680.
  - Ermita de San Pedro de los Griegos.

- Patrimoni prehistòric:
  - El Frontón de la Tía Chula (pintures rupestres): Es tracta d'un petit conjunt de pintures esquemàtiques, datades entre les èpoques eneolítica i del Bronze Mitjà(2500 fins a 1600 aC). A més, sobre la roca en què s'assenten aquestes pintures, hi ha un orifici pel qual passa la llum solar en els equinoccis de primavera i tardor, que en fan el santuari solar més antic del món, d'uns 4500 anys d'antiguitat.

- Poblats ibers:
  - El Palomar : El poblat, de planta rectangular, constitueix un conjunt excepcional i il·lustratiu de les formes de vida de les poblacions ibèriques en aquesta regió, durant el període comprès entre els segles III aC (quan es va començar a construir) i el I aC. Va ser destruït cap a l'any 79-72 aC durant les guerres sertorianes.
  - El Cabezo de San Pedro de los Griegos: Destaca per les dues torres originals, que són considerades les més antigues d'Aragó.

- Patrimoni natural:
  - La Sima de San Pedro de los Griegos: Aquesta cavitat, d'uns 100 metres de diàmetre i 108 metres de profunditat, és un avenc únic a Europa, tant per les dimensions descomunals com per la biodiversitat que alberga en el seu fons, amb un llac d'aproximadament uns 25 metres de profunditat.
  - Huerta (horta): Si bé anys enrere es caracteritzava per una gran extensió i productivitat, actualment és en recessió i una mica d'abandonat, promogut per l'acusat èxode rural patit durant la segona meitat del segle xx.
  - Olivar: Al municipi és abundant i de varietat Empeltre. Com a curiositat, el poble deu el seu nom a aquest cultiu, ja que Oliete deriva del llatí olivetum (olivar). Actualment, el 70% de l'olivar ésn abandonat. Oliete forma part de la Denominació d'Origen Aceite del Bajo Aragón. El projecte Apadrinaunolivo intenta recuperar les 100.000 oliveres abandonades.[1]
  - Chopera: Formada per pollancres i plantada a mitjans del segle xx, ocupa aproximadament una quarta part de l'horta de la localitat.

## Festes
La festa major se celebra el 24 d'agost en honor de Sant Bartolomeu. També se celebra el 14 de setembre l'Exaltació de la Santa Creu.

## Personatges il·lustres
- Emilio Galve, jugador de bàsquet.
- Alejandro Cañada, pintor.
- Marcos Peña Royo, governador de Terol.
- Nati Cañada, retratista.

## Demografia[2]
Presenta unes característiques demogràfiques típiques de l'interior peninsular de manera molt accentuada. Cal destacar la pèrdua d'habitants després de la Guerra Civil a causa de l'èxode rural, i l'envelliment de la població actual, amb més d'un 40% de majors de 65 anys.